# Asa Waters Mansion
Das Asa Waters Mansion ist ein historisches Herrenhaus in Millbury, Massachusetts. Das Gebäude wurde im 19. Jahrhundert für den Büchsenmacher Asa Waters errichtet und ist seit 1978 im National Register of Historic Places eingetragen.

## Beschreibung
Das Gebäude wurde in vierjähriger Bauzeit von 1826 bis 1829 aus den edelsten Materialien errichtet: Hartes Kiefernholz aus dem Süden und aus Maine, Mahagoni aus Mittelamerika, Marmor aus Italien und Ziegel aus Baltimore. Alle Holzschnitzereien wurden von Hand ausgeführt. Als das Gebäude vollendet war, galt es als eines der prunkvollsten Häuser im gesamten Worcester County.
Das dreistöckige Gebäude wurde im Federal Style konzipiert, weist aber auch Elemente des Georgian Revival auf. Es steht auf einem Steinfundament und besitzt einen quadratischen Grundriss, der durch einen L-förmigen Anbau an der rückwärtigen Südseite ergänzt wird. Das Walmdach mit einem Schornstein ist von einer Balustrade gesäumt, die kunstvoll mit abwechselnd kreisförmigen Zierelementen und Gruppen gedrechselter Baluster geschmückt ist. Die Fensteranordnung in den ersten beiden Stockwerken folgt dem Muster 6/6 (sechs Scheiben oben, sechs unten). Ganz im Sinne der Federal-Tradition werden die Fenster nach oben hin schrittweise kleiner. Im dritten Stock befinden sich Fenster mit sechs Scheiben. Die Fenster sind von Lamellenläden (Jalousien) eingerahmt.
Paarweise angeordnete korinthische Pilaster über zwei Stockwerke an den Gebäudeecken tragen ein vollständiges korinthisches Gebälk an den Ost- und Westfassaden. An der Nordfassade ist das Gebälk unterbrochen, nur das Kranzgesims verläuft über die mittleren Achsen hinweg. Dieses Gesims trennt das dritte Stockwerk optisch von den beiden unteren.
Die Nordfassade ist zur Elm Street ausgerichtet. Sie ist durch die zuvor beschriebenen korinthischen Pilaster in drei Abschnitte gegliedert. Der mittlere Abschnitt besteht aus einer Veranda, die von je einem Fenster auf beiden Seiten flankiert wird. Die eingeschossige Veranda mit vollständigem korinthischen Gebälk wird von einem Flachdach mit Balustrade bekrönt. Die Balustrade besitzt ein Geländer mit Mäanderband und gedrechselten Balustern. Drei Granitstufen führen zur hölzernen Tür.
Die Tür ist von Bleiglas-Seitenteilen mit einem darunterliegenden Paneel umgeben und wird von einem Oberlicht aus Bleiglas gekrönt. Die östlichen und westlichen Endachsen der Fassade werden durch kannelierte korinthische Pilaster betont, die einen breiten profilierten Fries tragen. Diese beiden Endachsen enthalten je ein Fenster im ersten Stockwerk mit breitem, profiliertem Gesims und einem dachartigen Vorsprung auf Konsolen. Direkt darüber, im zweiten Stock, befindet sich ein Dekorationsmotiv in Form eines Blumen- oder Girlandenreliefs.
Die Ostfassade wird von einem zweigeschossigen korinthischen Portikus mit frei stehenden Säulen, vollständigem Gebälk und Pultdach dominiert. Drei zentrale Granitstufen führen zum Eingang. Die hölzerne Tür wird von Seitenlichtern flankiert, unter denen sich ein profiliertes Paneel befindet. Über der Tür befindet sich ein halbkreisförmiges Lünettenfenster (Fächerfenster). Kannelierte korinthische Pilaster tragen den Bogen, der mit Rillenmustern verziert ist. Der Eingang wird auf beiden Seiten von je zwei Fenstern eingerahmt. Diese Fenster besitzen – wie diejenigen an der Fassadenvorderseite im ersten Stockwerk – profilierte Gesimse und dachartige Vorsprünge auf Konsolen.

## Historische Bedeutung
Das Asa Waters Mansion ist architektonisch bedeutsam als das prägnanteste Gebäude im Federal-Stil in Millbury. Es ist auch historisch von Bedeutung aufgrund seiner Verbindung zu Asa Waters II., einem bedeutenden Waffenhersteller und führenden Bürger der Stadt.
Waters war Mitglied des Massachusetts General Court und ein lokaler Wohltäter.
Asa Waters II wurde 1769 in Sutton geboren. Die Herstellung von Waffen war seit mehreren Generationen ein Handwerk der Familie Waters, und Asa entwickelte diese Fertigkeit mit viel Einfallsreichtum weiter. Er führte verschiedene Verbesserungen ein, die zum Wachstum des Unternehmens beitrugen. Er besaß mehrere Patente, darunter eines für das Drehen von Gewehrläufen auf einer Drehbank.
Der erste Vertrag der US-Regierung zur Herstellung von Waffen in Millbury wurde am 8. September 1808 geschlossen. Er sah die Lieferung von 1.000 Waffensätzen vor, d. h. jeweils eine Muskete mit Bajonett. Solche Verträge wurden über einen Zeitraum von fünf Jahren mit Asa Waters abgeschlossen. In den folgenden 37 Jahren wurden weiterhin Verträge vergeben, was einer Gruppe qualifizierter Handwerker kontinuierliche Arbeit sicherte und zur wirtschaftlichen Entwicklung der Stadt beitrug. Die Gewehre von Asa Waters gelten heute als begehrte Sammlerstücke.
Asa Waters war Gründer und erster Präsident der Millbury Bank. 1823 wurde er Abgeordneter in der Staatsregierung. Er war einer der größten Grundbesitzer im County und schenkte der Stadt ein Grundstück in der Nähe seines Hauses zur Errichtung einer Schule.
Im Herrenhaus wurden viele prominente Gäste empfangen, darunter Daniel Webster, Henry Clay und Alexander Graham Bell.